# Spiskovi svemirskih letelica
Ovo je lista spiskova svemirskih letelica.
- Spisak aktivnih sondi Sunčevog sistema
- Spisak svemirskih letelica sa posadom
- Spisak buster motora prve faze Falcon 9
- Spisak najtežih svemirskih letelica
- Spisak lunarnih sondi
- Spisak sletanja na Mars
- Spisak orbitera Marsa
- Spisak predloženih svemirskih opservatorija
- Spisak sondi Sunčevog sistema
- Spisak svemirskih teleskopa
- Spisak svemirskih letelica pod nazivom Sputnjik
- Spisak svemirskih letelica koje se napajaju nepunjivim baterijama
- Spisak letelica sa električnim pogonom
- Spisak svemirskih aviona
- Spisak svemirskih letelica bez posade po programu
- Spisak faza raketa
- Spisak rendgenskih svemirskih teleskopa
- Spisak letelica raspoređenih sa Međunarodne svemirske stanice

## Spoljašnje reference
- Spisak svih svemirskih letelica ikada lansiranih, pristupljeno 02/10/2019
- Svemirske misije i svemirske letelice, pristupljeno 02/10/2019
- 26 Tipova svemirskih letelica, pristupljeno 02/10/2019